# Albin Marin
Albin Marin war eine schwedische Werft, die bis 1982 Motor- und Segelboote herstellte.

## Geschichte

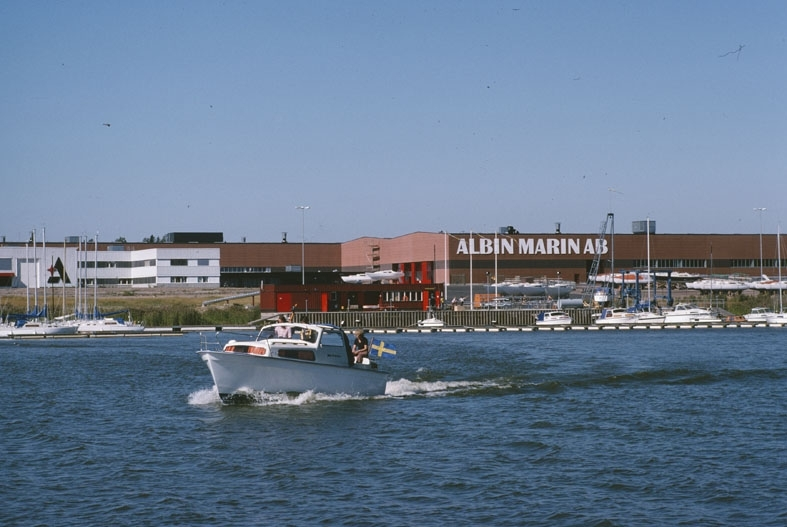
Albin 25 vor der Fabrik in Kristinehamn

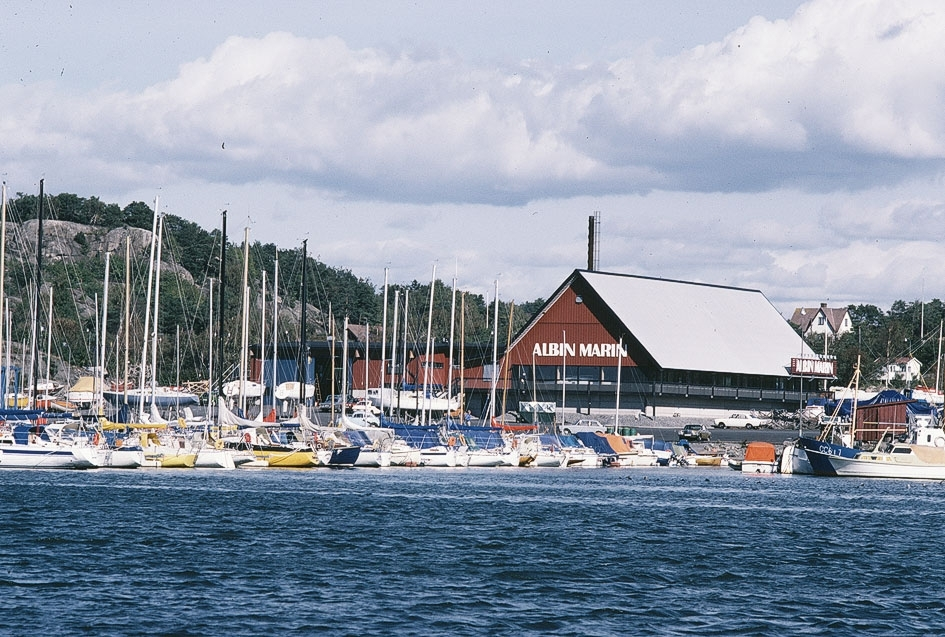
Hafen in Fiskebäck, Göteborg

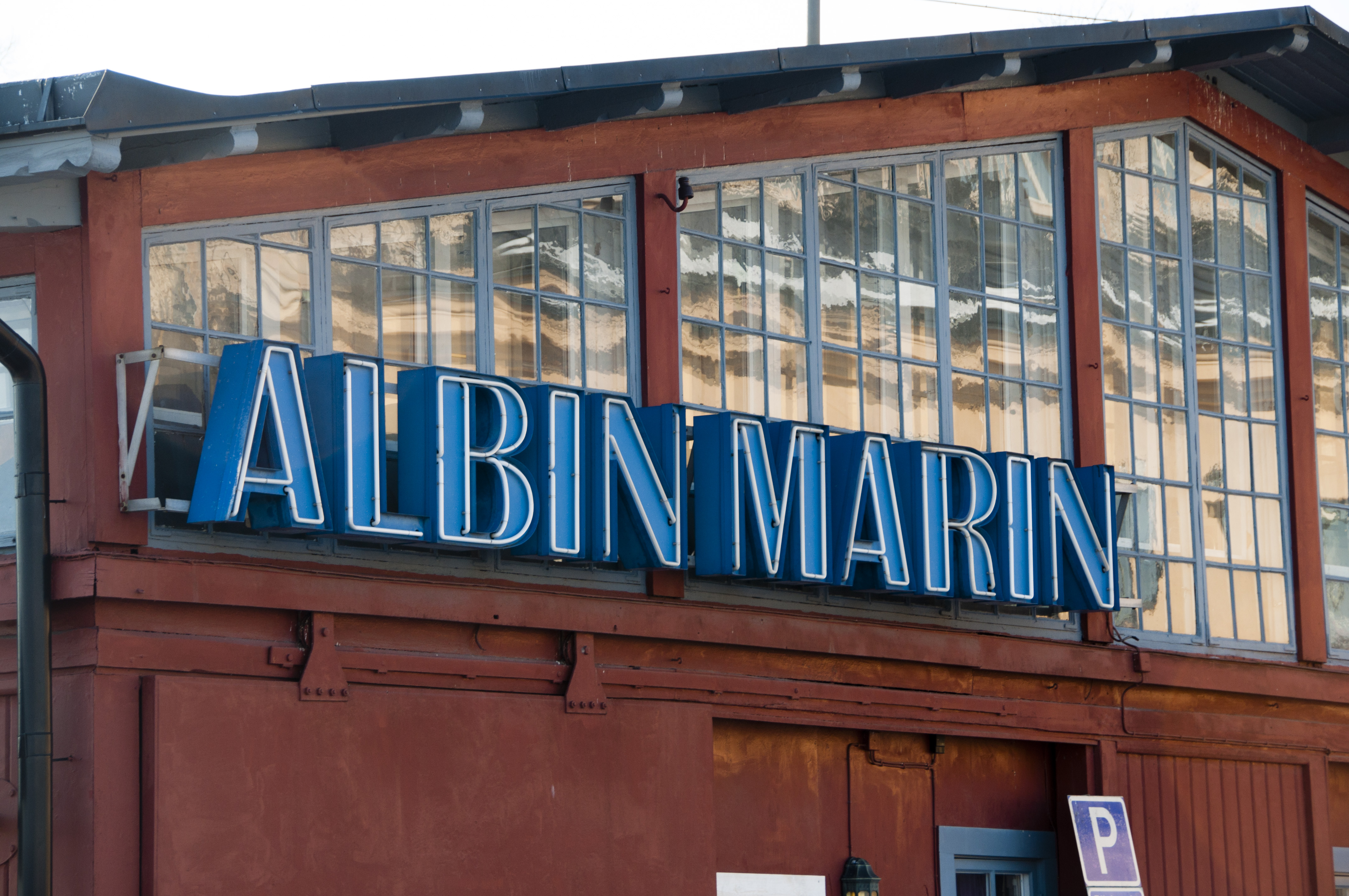
Schriftzug in Stockholm

Im Jahr 1900 gründete Lars Albin Larsson (1867–1933) in Kristinehamn das Unternehmen Albin Motors und stellte zunächst Bootsmotoren her, später kamen Mofamotoren und Kühlkompressoren dazu. 1930 übernahm Erik Larsson (1889–1959) das Unternehmen von seinem Vater. Einer der Abnehmer der Bootsmotoren war die nahe Bröderna Larssons varv och mekaniska verkstad. Die Unternehmensleitung hatte immer wieder mit dem Gedanken gespielt, in das Bootsgeschäft einzusteigen, aber gezögert, weil sie damit in Konkurrenz zu den Werften treten würde, die ihre Motoren kauften.:22
Inspiriert von einem zufälligen Treffen beim Hotelfrühstück mit einem Besucher aus den USA im Juni 1956 beschloss der damalige Geschäftsführer Lars Larsson (Sohn von Erik Larsson) unter dem Namen Larsson Trade AB ein neues Unternehmen auszugründen. Die von Harry Hallberg konstruierte Hallberg P-28 wurde mit Albin-Motoren ausgestattet und in die Vereinigten Staaten exportiert.:27:22 Ab 1963 wurde die P-28 als eine der ersten Yachten aus glasfaserverstärktem Kunststoff hergestellt.
Nach einem Aufenthalt in den USA 1964 beschloss Larsson den Bau eigener Boote, zunächst mit dem Segelboot Albin Vega.:26:29 Ende der 1960er kamen mit der Albin-25 Motorboote hinzu.:29 Im Jahr 1970 überstieg die Produktion 1000 Boote.:27 1971 wurde das Unternehmen in Albin Marin AB umbenannt, im englischsprachigen Raum wurde Albin Marine verwendet.:31
Im Oktober 1973 verkaufte Lars Larsson die Albin Marin AB an die Kapitalgesellschaft Pribo (Prippsbolagen, bekannt für das Bier Pripps), die im Freizeitsektor investieren wollte. Zu dieser Zeit verkaufte Albin rund 1300 Boote pro Jahr und machte etwa ein Drittel der schwedischen Exporte nach Europa im Bereich der Freizeitboote aus.:32 Ende 1974 fusionierte Pribo mit Beijerinvest. 1976 eröffnete Albin Marin eine neue Anlage mit Ausstellungs- und Verkaufsräumen, Werkstatt und Liegeplätzen in Fiskebäck, Göteborg.:33 1977 fusionierte Albin Marin mit Marieholms Bruk (dem Hersteller des IF-Boots in Marieholm, Gnosjö) sowie Shipman Sweden.:22
Im Jahr 1980 setzten ein neues Steuerrecht sowie die Inflation dem Bootshersteller zu, und im Oktober 1980 musste das Unternehmen erstmals Insolvenz anmelden. Der Umsatz betrug zu diesem Zeitpunkt etwa 140 Millionen Kronen bei 390 Angestellten. Nach einer Restrukturierung ging die Werft im Jahr 1982 erneut in Insolvenz.:28 Bengt Möller, Jan-Erik Fredung und Åke Eriksson gründeten mit der Insolvenzmasse Nya Albin Marin („Neue Albin Marin“) und fertigten in Visby. Verkauft wurden 1982 rund 300 Exemplare von Alpha, Delta, Express, Nova und Stratus.:28 1985 wurden die Rechte an die Express Produktion AB übertragen. Die Formen wurden in den 1990er-Jahren einige Male weiterverkauft. Die letzte Albin-Yacht, eine Express, wurde 2010 bei Finessabåtar in Trosa gebaut.
Im Jahr 2008 wurde die Marke an ein US-amerikanisches Unternehmen verkauft. Albin Motors ist hingegen weiterhin ein schwedisches Unternehmen.

## Modelle

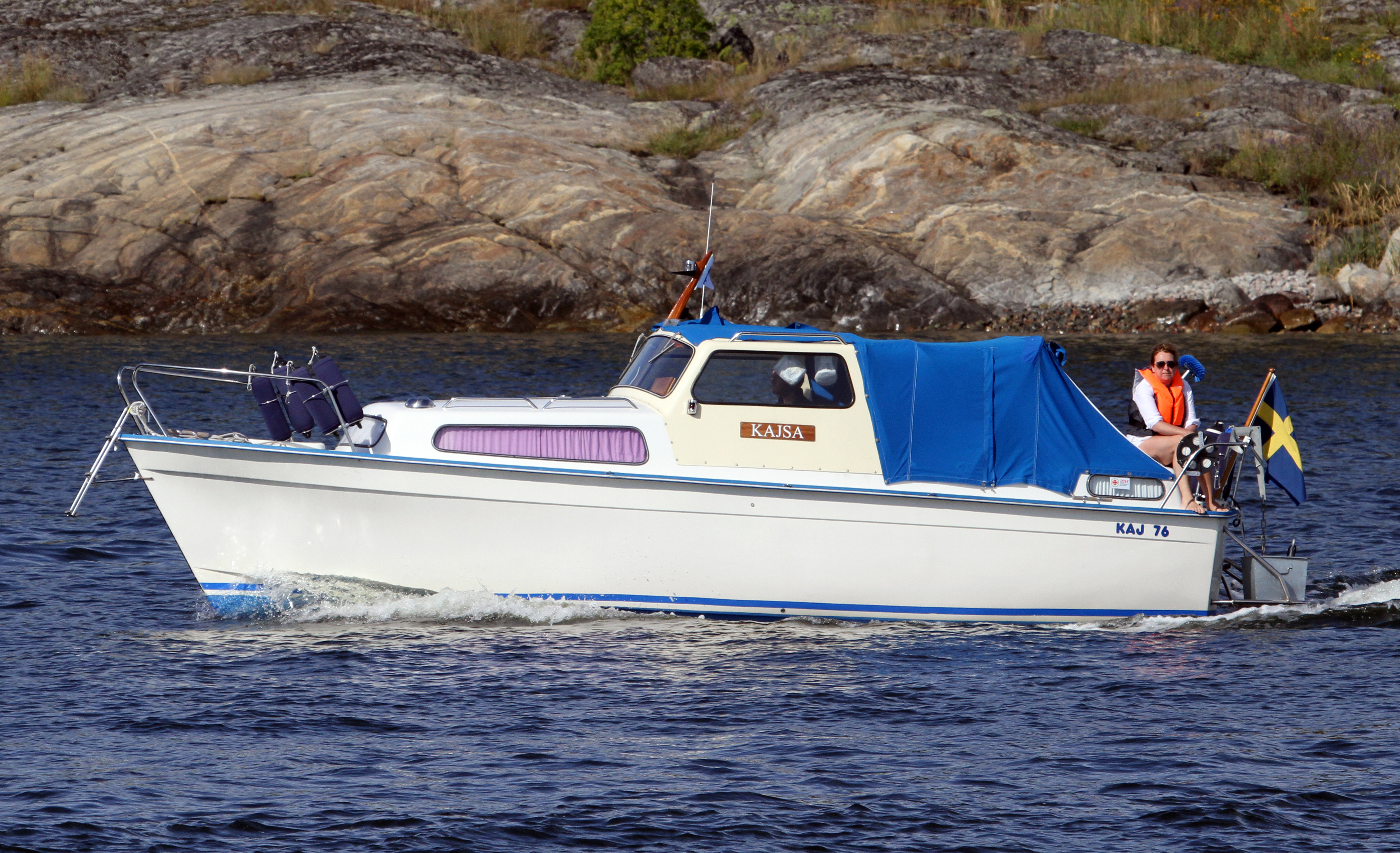
Das Motorboot Albin-25

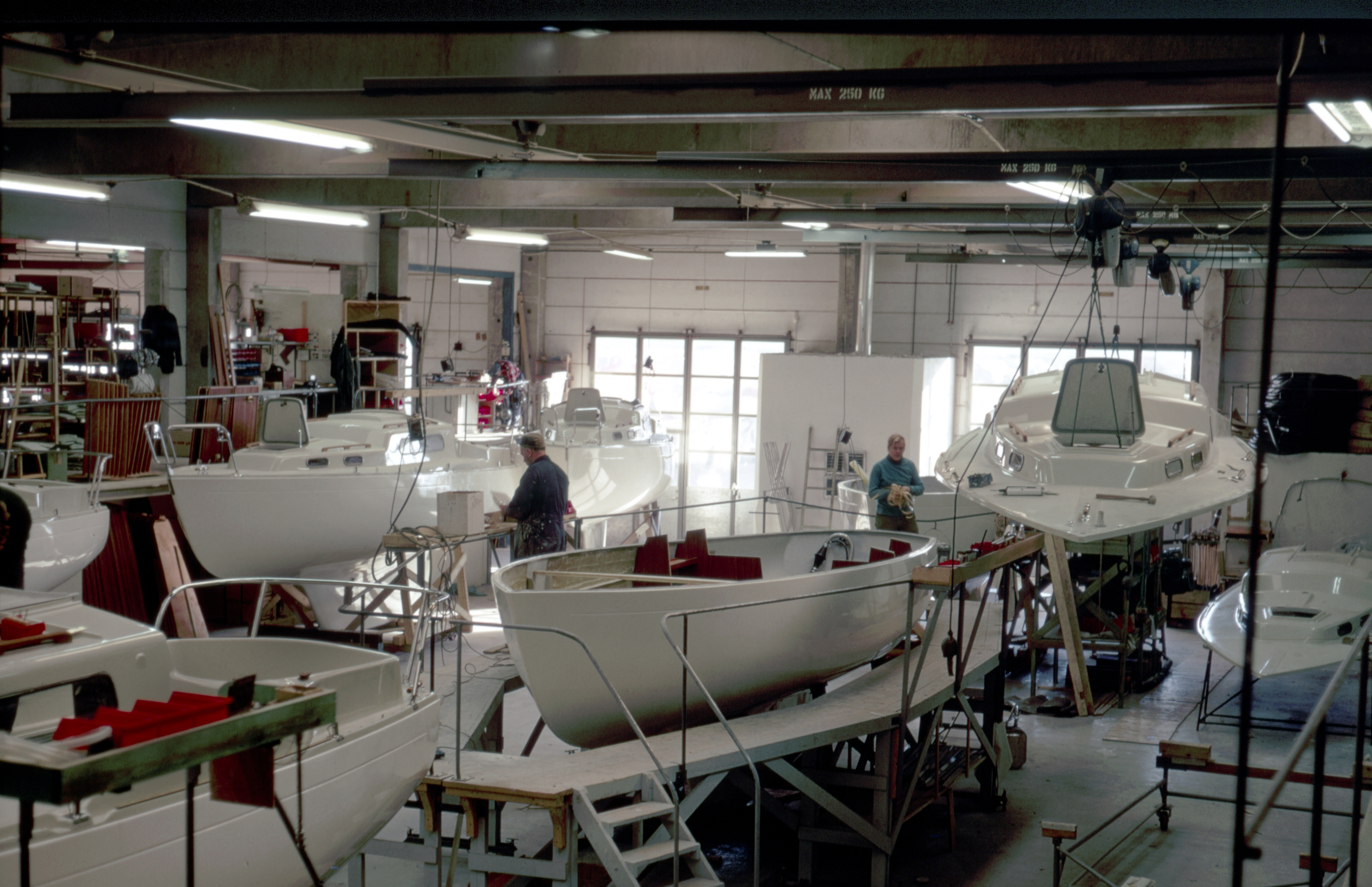
Bootsproduktion bei Albin Marin

Albin baute Motorboote zwischen 21 und 30 Fuß, sowie (teils in Kooperation mit anderen Werften) diverse Segelboote. Zu den Konstrukteuren zählten Peter Norlin und Per Brohäll. Die Albin Vega ist mit 3552 gebauten Einheiten in den Top 10 der meistgebauten Fahrtenyachten überhaupt.
Die Segelboote sind trotz ihrer teils geringen Größe seetüchtig und wurden zum Blauwassersegeln eingesetzt. Mit Albin-Booten wurden Weltumsegelungen durchgeführt und der norwegische Abenteurer Jarle Andhøy segelte mit seiner Yacht Berserk nach Spitzbergen und in die Antarktis. Der US-Amerikaner Matt Rutherford segelte mit seiner Albin-Yacht 2012 einmal rund um den amerikanischen Doppelkontinent, einschließlich der gefährlichen Passagen um Kap Hoorn und durch die Nord-West-Passage. Dabei stellte er einen Rekord für das kleinste Schiff auf, das die Nord-West-Passage bezwungen hat.
Für mehrere Boote gibt es in Deutschland Klassenvereinigungen.
| Modell                    | Produktionsbeginn | Länge in Fuß | Länge in Metern | Bild | Klassenzeichen |
| ------------------------- | ----------------- | ------------ | --------------- | ---- | -------------- |
| Albin Vega                | 1965              | 27’ 1”       | 08,25 m         |      |                |
| Shipman 28                | 1969              | 28’ 11”      | 08,80 m         |      |                |
| Albin Singoalla           | 1970              | 33’ 8”       | 10,26 m         |      |                |
| Albin Ballad              | 1971              | 30’          | 09,14 m         |      |                |
| Albin Viggen              | 1971              | 23’ 4”       | 07,10 m         |      |                |
| Albin 79                  | 1974              | 25’ 11”      | 07,90 m         |      |                |
| Albin 82 MS (Motorsegler) | 1975              | 26’ 11”      | 08,20 m         |      |                |
| Albin Accent              | 1975              | 26’ 5”       | 08,05 m         |      |                |
| Albin 57                  | 1977              | 18’ 10”      | 05,74 m         |      |                |
| Albin Cumulus             | 1978              | 28’ 1”       | 08,56 m         |      |                |
| Albin Express             | 1978              | 25’ 6”       | 07,77 m         |      |                |
| Albin Cirrus              | 1979              | 25’ 7”       | 07,80 m         |      |                |
| Albin Scampi              | 1979              | 29’ 10”      | 09,07 m         |      |                |
| Albin 107 Stratus         | 1980              | 35’ 2”       | 10,72 m         |      |                |
| Albin Nimbus 42           | 1981              | 41’ 4”       | 12,60 m         |      |                |
| Albin Nova 33             | 1981              | 32’ 5”       | 09,87 m         |      |                |
| Albin Delta 31            | 1983              | 30’ 68”      | 09,35 m         |      |                |
| Albin Alpha 29            | 1984              | 29’ 4”       | 08,95 m         |      |                |